# Fierte
『fierte』（フィエルテ）は、岡村孝子通算18枚目のスタジオ・アルバム。2019年5月22日発売。発売元はヤマハミュージックコミュニケーションズ。
規格品番はYCCW-10363。

## 解説
オリジナル・アルバムは2013年以来6年ぶり。歌詞ブックレットには前作『NO RAIN, NO RAINBOW』（2013年3月27日発売：YCCW-10198）同様、歌詞頭に「1」「2」と番号が付けられた。
本アルバムはオリコンチャートの2019年6月3日付週間アルバムランキングで9位にランクイン、1980年代・1990年代・2000年代・2010年代でベストテン入りした。同時に昭和・平成・令和、と3元号でのベストテン入りであり、女性シンガーソングライターのアルバムとしては岡村が第一号となった。
過去に発表した楽曲のリテイク楽曲を含んでいる。その1曲「永遠の灯 2019」は、1991年発表アルバム『Chou-fleur』（1991年7月17日発売：FHCF-2517）収録楽曲。
もう1曲「Answer 2019」は、出産後初アルバム『Reborn』（2000年8月23日発売：AMCM-4500）収録曲。
「Hello」はソロ・デビュー30周年記念オールタイム・ベストアルバム『DO MY BEST II』（2016年9月7日発売：YCCW-10280/1）に新曲として収録、客演に辛島美登里・平松愛理（50音順）を招いた楽曲のソロ・バージョン。
収録曲「と・も・に」が2019年6月2日に愛知県尾張旭市の愛知県森林公園で開催された『第70回全国植樹祭あいち2019』大会のイメージソング曲に起用された。本大会イメージソングの委嘱を受け、制作された。当日は天覧歌唱となる予定であったが、岡村が急性骨髄性白血病で闘病・静養中であったため、VTR出演となった。ミュージック・ビデオも制作されている。令和の天皇・皇后に関しては、1993年の「皇太子徳仁親王と小和田雅子の結婚の儀」、日本テレビ系特別番組のイメージソングに「フォーエバー・ロマンス」（1993年6月9日発売：FHDF-1293）が起用された。
一部のタワーレコードやディスクピアでは特設コーナーが設けられ、岡村宛の応援メッセージを記入するノートが置かれた。当ノートは後に手元に届けられたことを岡村が明かしている。
なお、アルバムのタイトル「Fierte」はフランス語で「誇り、自負心」という意味である。

## 収録曲
全作詞・作曲: 岡村孝子
編曲: 萩田光雄 M-1〜3・5・7・8／海老名真二 M-6・9／海老名真二・田代修二 M-4
1. 金色の陽ざし（4分46秒）[1]
2. 君がいたあの夏（4分32秒）
3. 遥かなる旅路（4分35秒）
4. 永遠の灯 2019（5分08秒）
5. と・も・に（4分14秒）
6. まっさらな朝（5分39秒）
7. Hello （original version）（5分12秒）
8. Answer 2019（5分40秒）
9. happy song（4分24秒）